# Osteochilichthys brevidorsalis
Osteochilichthys brevidorsalis és una espècie de peix cipriniforme de la família dels ciprínids.

## Morfologia
- Els mascles poden assolir 15 cm de longitud total.[2][3]

## Hàbitat
És un peix d'aigua dolça i de clima tropical.

## Distribució geogràfica
Es troba a Àsia: és una espècie de peix endèmica de l'Índia.